# Boog van de Hereniging
De Boog van de Hereniging, of Herenigingsboog (officieel: Monument voor het drie-punten handvest voor de nationale hereniging) was een gebeeldhouwde boog ten zuiden van de Noord-Koreaanse hoofdstad Pyongyang. De boog werd in augustus 2001 geopend om de voorstellen van Kim Il-sung voor de Koreaanse hereniging te herdenken.
De betonnen boog overbrugde de snelweg van de Hereniging, die Pyongyang met de gedemilitariseerde zone verbindt. De boog bestond uit twee Koreaanse vrouwen die gekleed zijn in een traditionele jurk (hanbok; 한복) – die Noord- en Zuid-Korea uitbeelden – en voorover buigen en samen een bol, voorzien van een kaart van herenigd Korea, vasthouden. Het oorspronkelijke plan voor het monument was een 55 meter hoge pilaar met drie vertakkingen die Koreanen in het noorden, zuiden en overzee moesten uitbeelden.
In januari 2024 riep Kim Jong-un op tot de vernietiging van het monument vanwege ontevredenheid over een hereniging met Zuid-Korea. Hij verliet het herenigingsvoorstel met Zuid-Korea en kondigde het einde van dit beleid aan.
Volgens satellietbeelden is het monument ergens tussen 19 en 23 januari 2024 gesloopt. Het nieuws dat de Boog van de Hereniging was gesloopt, werd op 24 januari 2024 bevestigd door het Ministerie van Eenwording van Zuid-Korea.